# Мюзар, Филипп
Филипп Мюзар (фр. Philippe Musard; 8 ноября 1792, Тур — 30 марта 1859, Париж) — французский дирижёр и композитор, сочинитель и исполнитель танцевальной музыки. Отец Альфреда Мюзара.
Начал свою музыкальную карьеру, играя на корнете в оркестре Наполеоновской гвардии, затем сопровождал игрой на трубе танцевальные вечера в парижских пригородах. После реставрации Бурбонов перебрался в Лондон, где сперва устроился скрипачом в оркестр, а затем постепенно выбился в дирижёры оркестра лёгкой музыки, выступавшего даже и при дворе Георга IV. В первой половине 1820-х гг. танцевальные композиции Мюзара много издавались в Англии, и их автор немало заработал.
Вернувшись во Францию после Французской революции 1830 года, Мюзар дирижировал концертами в парижском парке Кур-ла-Рен, одновременно отправившись в Парижскую консерваторию, чтобы получить формальное образование по музыкально-теоретическим дисциплинам; он также брал частные уроки у Антонина Рейха.
Организатор публичных балов, пользовавшихся широкой популярностью. Долго был капельмейстером Большого бального оркестра в Париже, для которого и писал танцы. Был известен под прозвищами Штраус-Ланнер и Наполеон кадрили (фр. Napoléon du quadrille).